# Henry Wabel
Henry Wabel (* 18. Februar 1889 in Zürich; † 17. Januar 1981 ebenda) war ein Schweizer Maler, Zeichner und Kunstpädagoge.

## Leben und Werk
Henry Wabel absolvierte im väterlichen Geschäft eine Lehre zum Flachmaler und besuchte von 1905 bis 1908 die Kunstgewerbeschule Zürich. Anschliessend bildete er sich an der Académie des Beaux-Arts in Genf und an der Akademie für schöne Künste in München weiter. Von 1911 bis 1914 hielt sich Wabel in Paris auf und befreundete sich mit Wilhelm Gimmi, Paul Basilius Barth und Otto Baumberger. 1914 kehrte er wie viele seiner Künstlerfreunde in die Schweiz zurück und leistete Aktivdienst.
Von 1916 bis 1936 lebte Wabel in Zürich, danach bis 1939 in Paris, wo er Bekanntschaft mit Max Gubler machte. Wieder in Zürich gründete er eine Zeichen- und Malakademie, die bald hohes Ansehen genoss. Seine Schüler waren u. a. Karl Geiser, Robert Müller, Otto Müller, Uli Schopp, Georg Malin, Arnold D’Altri, Ludwig Demarmels, Hans Geissberger, Emilio Stanzani, Hildi Hess, Vera Haller, Margrit Haemmerli, Jenny Losinger-Ferri und das Künstlerehepaar Eugen Häfelfinger und Edith Häfelfinger-Paschke. Diese sammelten seine Werke und waren mit ihm eng befreundet.
Als Mitglied in der Sektion Zürich der Gesellschaft Schweizerischer Maler und Bildhauer (GSAMBA), beteiligte sich Wabel ab 1940 regelmässig an deren Ausstellungen. So u. a. im Kunsthaus Zürich, Kunstmuseum Luzern, Helmhaus Zürich, Museum zu Allerheiligen und im Künstlerhaus Wien.
Wabel erhielt 1969 die Ehrengabe aus dem Kunstkredit des Kantons Zürich. Trotz der positiven Resonanz, die sein Werk vor allem in den 1960er- und 1970er-Jahren erfuhr, fehlt bis heute eine Monografie über Henry Wabel.